# Slobodan Subotić
Slobodan Subotić (grčki: Λευτέρης Σούμποτιτς, slovenski: Slobodan Subotič; Herceg Novi, 15. kolovoza 1956.) je slovenski košarkaški trener i bivši košarkaš. Trenutačno je trener crnogorske Budućnost VOLI.

## Igračka karijera
Najveći dio igračke karijere proveo je u ljubljanskoj Olimpiji i solunskom Arisu, u kojem je u sedam godina osvojio po pet naslova prvaka i kupova Grčke. S Arisom je dvaput igrao i završni turnir Kupa prvaka, između ostalih i s tadašnjom Jugoplastikom.

## Trenerska karijera
Trenersku karijeru počeo je u sezoni 1994./95. kao pomoćni trener u Iraklisu. Vodio je sve najjače grčke klubove: Aris, AEK, Panathinaikos, Panionios, PAOK, Olympiakos. Vodio je i slovensku košarkašku reprezentaciju, a posljednja momčad koju je vodio prije odlaska na klupu KK Splita bila jer ona talijanskog drugoligaša SICC Jesija. 
Nakon dvije sezone provedene u klubu podnio ostavku nakon loših rezultata kluba, ali i zbog teškog financijskog stanja kluba. Neko vrijeme je bio direktor Splita, ali je odlučio podnijeti i na tom mjestu ostavku. Ubrzo je izabran za novog trenera Cedevite Zagreb i vodio ju do 6. mjesta u hrvatskom prvenstvu 2008./09. Na kraju sezone, Subotić je ponovo postao trenerom NLB ligaša jer je Cedevita dobila pozivnicu za sudjelovanje u sezoni NLB lige 2009./10.
U lipnju 2017. imenovan je Ciboninim trenerom. 11. studenoga 2017., s klubom je sporazumno raskinuo ugovor nakon poraza od Zadra.

## Vanjske poveznice
- Profil na NLB.com